# Minucia albilinea
Minucia albilinea är en fjärilsart som beskrevs av Wagner. Minucia albilinea ingår i släktet Minucia och familjen nattflyn. Inga underarter finns listade i Catalogue of Life.